# حكاية الجواهر الثلاث (فلم)
حكاية الجواهر الثلاث (1995) هو فيلم فلسطيني، من تأليف وإخراج الروائي الفلسطيني ميشيل خليفي وبطولة الفنان محمد بكري. شارك الفيلم، المنتج في العام 1995، في مهرجان أصفهان الدولي لأفلام الأطفال واليافعين في العام نفسه، حيث نال جائزة الفراشة الذهبية كأفضل فيلم.

## ملخص الفيلم
يحكي الفيلم قصّة الصبي يوسف الذي يعيش في ظروفٍ صعبة في قطاع غزّة، ويفكّر في السفر. يهرب الشاب إلى القرى الريفية المحيطة بالقطاع، ويلتقي هناك بفتاةٍ غجرية أثناء مطاردته لفراشة. تتوثّق علاقته بالفتاة ويقرّر الزواج منها، لكنّها تشترط عليه إيجاد الجواهر الثلاث المفقودة من القلادة التي أتى بها جدّها لجدّتها، من أمريكا الجنوبية.
ويحاول السفر إلى الخارج، إذ يتفق مع صديقه ليضعه في أحد صناديق البرتقال المعدة للتصدير، إلَّا أن الاحتلال الاسرائيلي يفرض حظرًا على التجول، ما يبقي يوسف محصورًا داخل الصندوق، حيث يحلم بوالده الذي يعمق علاقته بالزمان والمكان والجسد، معتبرًا إياها الحدود الثلاثة للروح والتي ينبغي عدم محاولة اجتيازها.
يختلط الواقع مع الحلم في مخيّلة الطفل وفي الفيلم، كون خليفي، بحسب حديثٍ له، يرغب بإعادة جمال الحياة للطفل والأمل بالمستقبل، وسط كلّ الظروف الصعبة والمروّعة التي يحيا في ظلّها.